# 芸術家の生活
『芸術家の生活』（げいじゅつかのせいかつ、ドイツ語: Künstlerleben）作品316は、ヨハン・シュトラウス2世が作曲したウィンナ・ワルツ。作曲者の「十大ワルツ」のひとつ。

## 楽曲解説
ウィーンの新聞人協会「コンコルディア」の舞踏会で自身の作品がいくつか演奏されたことに気を良くしたヨハン2世が、わずか数日で書き上げたワルツだとされる。『美しく青きドナウ』初演の3日後にあたる1867年2月18日に初演され、ウィーン芸術家協会「ヘスペルス（Hesperus…「宵の明星」の意）」に献呈された。初演時の評判は散々なもので、ヨハン2世は弟のヨーゼフに、「たしかにコーダは失敗だったと思うが、こんなワルツは悪魔にでも食われてしまえ！……しかし、なんとか成功させたかったものだ……」と漏らしたという。現在では一転して人気のワルツとなっている。
本作品は、かつて『芸術家の生涯』と日本語表記されていたが、「ヘスペルス」会員だったシュトラウス3兄弟（ヨハン本人とヨーゼフ、そしてエドゥアルトの3人）がいずれも本作品作曲時点で健在であったこと、そして本作品が前記のとおり「ヘスペルス」に献呈されていることから、日本ヨハン・シュトラウス協会は本作品の日本語表記を『芸術家の生活』に改めた。

## 特色
『美しく青きドナウ』が曲中の随所でテンポや表情の指示がなされたり転調が頻繁であるなど典型的な演奏会用ワルツとして作曲されているのに対し、本作品は曲全体の大半を舞踊者たちの準備のためのワルツのテンポで占めており、さらに強弱以外の表情指示記号が記載されていないなど、古いタイプの舞踏会用ウィンナ・ワルツとして作曲されている。
なお、初演の際に演奏されたのは原典第1版で、現在演奏される第2版（オーケストラ版のパート譜）とは、かなりの違いがある。原典第1版では、最初の第1ワルツAが、ほとんどピアノで静かに演奏され、第5ワルツの前の3小節の「Eingang」がなかった。第2版の正式なピアノ譜は出版されなかった。